# Heinrich Happe (político)
Heinrich Happe (31 de dezembro de 1894 – 12 de janeiro de 1979) foi um político alemão do Partido Social Democrata (SPD) e ex-membro do Bundestag alemão.

## Vida
Ele foi membro do Bundestag alemão durante o primeiro período legislativo de 1949 a 1953. Ele ingressou no parlamento através da lista do estado da Renânia do Norte-Vestfália do SPD.

## Literatura
Herbst, Ludolf; Jahn, Bruno (2002).  Vierhaus, ed. Biographisches Handbuch der Mitglieder des Deutschen Bundestages. 1949–2002 (em alemão). München: De Gruyter - De Gruyter Saur. 1715 páginas. ISBN 978-3-11-184511-1